# Józef Pająk
Józef Pająk (ur. 30 stycznia 1893 we Lwowie, zm. wiosną 1940 w Charkowie) – pułkownik kawalerii Wojska Polskiego, kawaler Orderu Virtuti Militari, ofiara zbrodni katyńskiej.

## Życiorys
Urodził się 30 stycznia 1893 we Lwowie jako syn Józefa i Zofii ze Świerczewskich. 1 czerwca 1911 w Prywatnym Gimnazjum im. Adama Mickiewicza we Lwowie otrzymał świadectwo dojrzałości. W 1918 został przyjęty do Wojska Polskiego i przydzielony do 8 pułku ułanów Księcia Józefa Poniatowskiego. W szeregach tego oddziału walczył na wojnie z bolszewikami.
Po zakończeniu działań wojennych kontynuował zawodową służbę wojskową w macierzystym 8 pułku ułanów, a następnie w Dowództwie Okręgu Generalnego „Lwów” i 22 pułku ułanów w Przemyślu, jako zastępca dowódcy pułku. 3 maja 1922 został zweryfikowany w stopniu rotmistrza ze starszeństwem dniem z 1 czerwca 1919 i 84. lokatą w korpusie oficerów jazdy (od 1924 – kawalerii). W 1923 był szefem sztabu X Brygady Jazdy w Przemyślu. W listopadzie 1924 roku został przydzielony do 6 Samodzielnej Brygady Kawalerii w Stanisławowie na stanowisko dowódcy szwadronu pionierów. 16 grudnia 1924 roku został przeniesiony do Centralnej Szkoły Kawalerii w Grudziądzu na stanowisko instruktora w Oddziale Szkolnym. Pełniąc służbę w Grudziądzu pozostawał oficerem nadetatowym 22 pułku ułanów podkarpackich. 3 maja 1926 roku został mianowany majorem ze starszeństwem z dniem 1 lipca 1925 roku i 14. lokatą w korpusie oficerów kawalerii. W latach 1927–1929 był komendantem Szkoły Podchorążych Rezerwy Kawalerii w Grudziądzu, a później zastępcą dowódcy 5 pułku ułanów w Ostrołęce. W marcu 1930 roku został przeniesiony do 3 pułku szwoleżerów w Suwałkach na stanowisko zastępcy dowódcy pułku. 17 stycznia 1933 roku został mianowany podpułkownikiem ze starszeństwem z dniem 1 stycznia 1933 roku i 4. lokatą w korpusie oficerów kawalerii. W latach 1937–1939 dowodził 27 pułkiem ułanów w Nieświeżu.

W czasie kampanii wrześniowej 1939 – po agresji ZSRR na Polskę – w nieznanych okolicznościach dostał się do niewoli sowieckiej. Przebywał w obozie w Starobielsku. Wiosną 1940 został zamordowany w Charkowie przez funkcjonariuszy NKWD i pogrzebany w bezimiennej mogile zbiorowej w Piatichatkach, gdzie od 17 czerwca 2000 mieści się oficjalnie Cmentarz Ofiar Totalitaryzmu w Charkowie. Figuruje na Liście Starobielskiej NKWD pod poz. 4011.
Postanowieniem nr 112-48-07 Prezydenta Rzeczypospolitej Polskiej Lecha Kaczyńskiego z 5 października 2007 został awansowany pośmiertnie do stopnia generała brygady. Awans został ogłoszony 9 listopada 2007 w Warszawie, w trakcie uroczystości „Katyń Pamiętamy – Uczcijmy Pamięć Bohaterów”.

## Ordery i odznaczenia
- Krzyż Srebrny Orderu Wojskowego Virtuti Militari[6] nr 5559 (29 września 1922)[19]
- Krzyż Walecznych[6]
- Złoty Krzyż Zasługi (10 listopada 1928)[20]
- Medal Pamiątkowy za Wojnę 1918–1921[6]
- Medal Dziesięciolecia Odzyskanej Niepodległości[6]
- Odznaka 3 Pułku Szwoleżerów Mazowieckich
- Odznaka 8 Pułku Ułanów Księcia Józefa Poniatowskiego